# Холматов, Отабек
Отабек Холматов (род. 22 июля 1998, Сырдарья, Узбекистан) — узбекистанский боксёр-профессионал.
Серебряный (2018) и бронзовый (2019) призёр чемпионата Узбекистана среди любителей.

## Любительская карьера
В сентябре 2015 года стал чемпионом Узбекистана среди юношей в первой наилегчайшей весовой категории (до 49 кг).
В ноябре 2016 года стал бронзовым призёром чемпионата мира среди юношей в наилегчайшей весовой категории (до 52 кг).

### Чемпионат Узбекистана 2017
Выступал в легчайшей весовой категории (до 56 кг). В 1/8 финала победил Равшанбека Аминова. В четвертьфинале проиграл Миразизбеку Мирзахалилову.

### Чемпионат Узбекистана 2018
Выступал в полулёгкой весовой категории (до 57 кг). В 1/32 финала победил Хусрава Соатова. В 1/16 финала победил Достонбека Улжабоева. В 1/8 финала победил Равшанбека Аминова. В четвертьфинале победил Абдуллу Кучкарова. В полуфинале победил Миразизбека Мирзахалилова. В финале проиграл Абдулхаю Шорахматову.

### Чемпионат Узбекистана 2019
Выступал в 1-й полусредней весовой категории (до 64 кг). В 1/8 финала победил Темурмалика Адхамова. В четвертьфинале победил Бобурмирзо Толибова. В полуфинале проиграл Мужибилло Турсунову.

## Профессиональная карьера
Дебютировал на профессиональном ринге 13 августа 2021 года, победив нокаутом в 1-м раунде.
4 марта 2023 года нокаутировал в 5-м раунде не имевшего поражений британца Томаса Патрика Уорда и стал обязательным претендентом на титул чемпиона мира в полулёгком весе по версии WBA.

### Чемпионский бой с Рэймондом Фордом
2 марта 2024 года встретился с не имеющим поражений американцем Рэймондом Фордом в бою за вакантный титул чемпиона мира в полулёгком весе по версии WBA. Поединок получился упорным и конкурентным. Проиграл техническим нокаутом в 12-м раунде. На тот момент, Холматов лидировал на карточках двух судей.

## Статистика боёв
В таблице перечислены результаты всех поединков боксёров.
В каждой строке указан результат поединка. Дополнительно номер поединка обозначен цветом, который обозначает итог поединка. Расшифровка обозначений и цветов представлена в нижеследующей таблице.
| Пример | Расшифровка                     |
| ------ | ------------------------------- |
|        | Победа                          |
|        | Ничья                           |
|        | Поражение                       |
|        | Планируемый поединок            |
|        | Поединок признан несостоявшимся |
| КО     | Нокаут                          |
| ТКО    | Технический нокаут              |
| PTS    | Решение судей (по очкам)        |
| UD     | Единогласное решение судей      |
| MD     | Решение большинства судей       |
| SD     | Раздельное решение судей        |
| RTD    | Отказ от продолжения боя        |
| DQ     | Дисквалификация                 |
| NC     | Поединок признан несостоявшимся |

| Бой | Дата             | Соперник                        | Место проведения                                                        | Результат  | Примечание                                                                  |
| --- | ---------------- | ------------------------------- | ----------------------------------------------------------------------- | ---------- | --------------------------------------------------------------------------- |
| 14  | 5 апреля 2025    | Джейсон Каной Манигос (30-12-2) | Барыс Арена, Астана, Казахстан                                          | TKO8 (8)   |                                                                             |
| 13  | 2 марта 2024     | Рэймонд Форд (14-0-1)           | Turning Stone Resort Casino, Верона, Нью-Йорк, США                      | TKO12 (12) | Вакантный титул чемпиона мира в полулёгком весе по версии WBA.              |
| 12  | 9 декабря 2023   | Балам Эрнандес Акоста (7-13-4)  | Сан-Франсиско-дель-Ринкон, Гуанахуато, Мексика                          | TKO8 (8)   |                                                                             |
| 11  | 4 марта 2023     | Томас Патрик Уорд (33-0-1)      | Utilita Arena Newcastle, Ньюкасл-апон-Тайн, Англия, Великобритания      | TKO5 (12)  | Элиминатор WBA в полулёгком весе. Уорд в нокдауне в 1-м, 4-м и 5-м раундах. |
| 10  | 26 марта 2022    | Андраник Григорян (14-0)        | Caribe Royale Orlando, Орландо, Флорида, США                            | UD12 (12)  | Счёт: 118-110 и 119-109 (дважды).                                           |
| 9   | 21 декабря 2021  | Адриан Морель Солис (4-1)       | Hotel Catalonia Malecon Center, Санто-Доминго, Доминиканская республика | TKO4 (8)   | Солис в нокдауне в 3-м раунде.                                              |
| 8   | 4 декабря 2021   | Хуан Карлос Пена (32-4)         | Discoteca High Caribbean, Сосуа, Пуэрто-Плата, Доминиканская республика | TKO2 (10)  |                                                                             |
| 7   | 10 ноября 2021   | Эстевин Эррера (0-11)           | Hostal Camping Yolimar, Толу, Сукре, Колумбия                           | KO3 (8)    |                                                                             |
| 6   | 4 ноября 2021    | Педро Рамирес (0-1)             | Coliseo Luis Patron Rosano, Толу, Сукре, Колумбия                       | KO3 (6)    |                                                                             |
| 5   | 28 октября 2021  | Рабло Гомес (дебют)             | Centro Recreacional Tempo, Толу, Сукре, Колумбия                        | KO3 (4)    |                                                                             |
| 4   | 23 октября 2021  | Хуан Габриэль Медина (12-8)     | Convention Center, Тампа, Флорида, США                                  | KO2 (10)   |                                                                             |
| 3   | 10 сентября 2021 | Роберто Лопес (дебют)           | Coliseo Luis Patron Rosano, Толу, Сукре, Колумбия                       | KO1 (4)    |                                                                             |
| 2   | 27 августа 2021  | Карлос Овандо (0-1)             | Whitesands Events Center, Плант-Сити, Флорида, США                      | TKO3 (6)   |                                                                             |
| 1   | 13 августа 2021  | Марселло Уильямс (2-9)          | Osceola Heritage Park, Киссимми, Флорида, США                           | KO1 (6)    |                                                                             |
| Бой | Дата             | Соперник                        | Место проведения                                                        | Результат  | Примечание                                                                  |

## Титулы и достижения

### Любительские
- 2015  Чемпион Узбекистана среди юношей в 1-м наилегчайшем весе (до 49 кг).
- 2016  Бронзовый призёр чемпионата мира среди юношей в наилегчайшем весе (до 52 кг).
- 2018  Серебряный призёр чемпионата Узбекистана в полулёгком весе (до 57 кг).
- 2019  Бронзовый призёр чемпионата Узбекистана в 1-м полусреднем весе (до 64 кг).